# Kiekebusch (Cottbus)
Kiekebusch, niedersorbisch Kibuš, ist ein Ortsteil der kreisfreien Stadt Cottbus in Brandenburg. Bis zum 26. Oktober 2003 war Kiekebusch eine eigenständige Gemeinde im Landkreis Spree-Neiße.

## Lage
Kiekebusch liegt in der Niederlausitz, rund viereinhalb Kilometer südöstlich des Cottbuser Stadtzentrums. Die Gemarkung grenzt im Norden an Branitz, im Osten an Kahren mit dem Wohnplatz Karlshof, im Südosten an Frauendorf, im Süden an Gallinchen mit der Kutzeburger Mühle und im Westen an Madlow. Westlich von Kiekebusch liegt die Spree.
Durch den Ort führt die Landesstraße 50 zwischen Klein Gaglow und Kahren. Unmittelbar südlich befindet sich die Bundesautobahn 15 (Dreieck Spreewald–Grenzübergang Forst-Olszyna), deren Anschlussstelle Cottbus-Süd liegt rund anderthalb Kilometer von Kiekebusch entfernt. Die Bahnstrecke Berlin–Görlitz führt am Ort vorbei.

## Geschichte

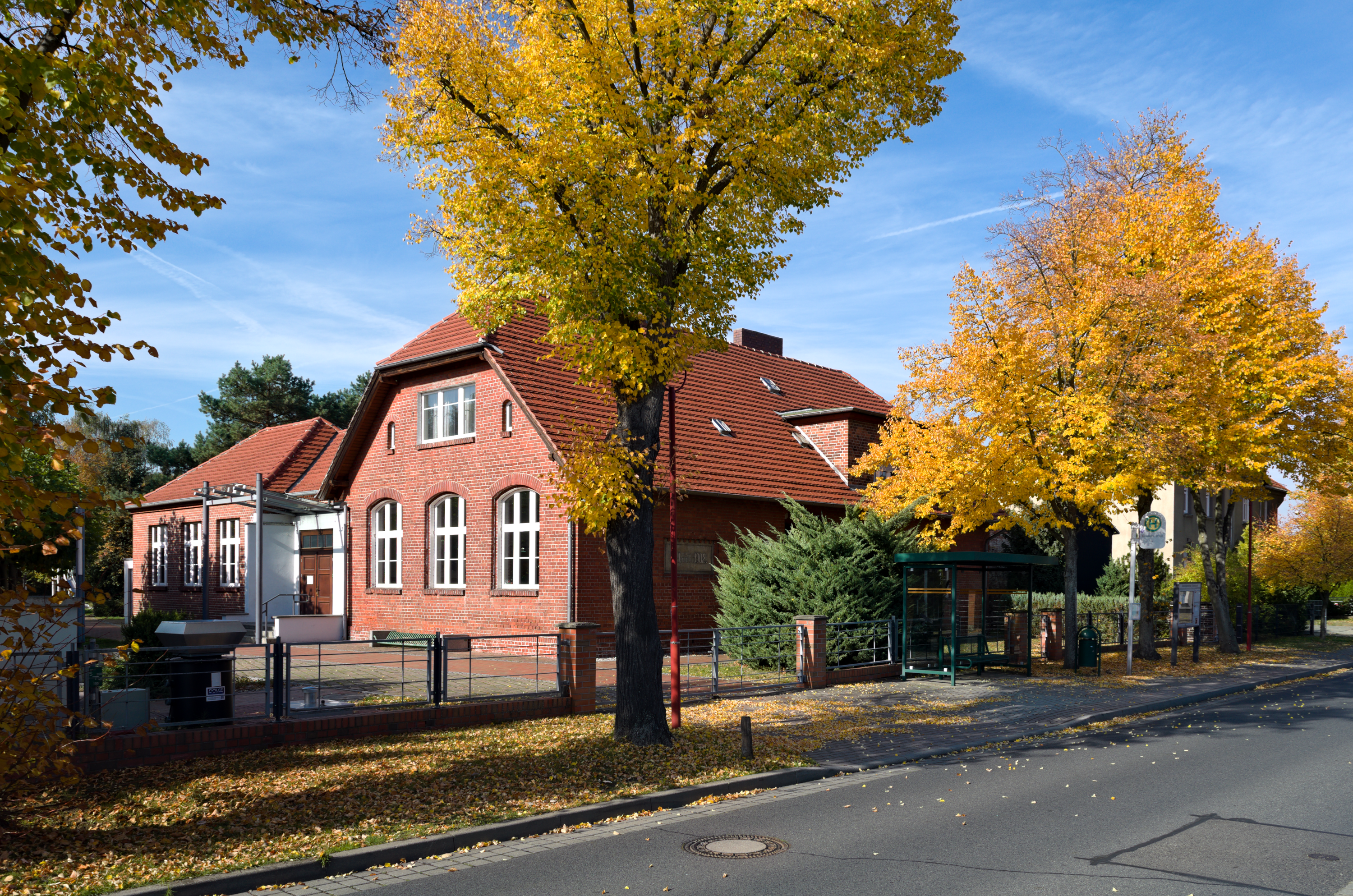
Alte Schule in der Hauptstraße, heutiges Gemeindezentrum mit Kinderspielplatz

Die erste urkundliche Erwähnung erfolgte in den Lübbener Stadtrechnungen am 9. Februar 1427 mit dem Namen „Kikepuch“. Im Jahr 1519 lautete die Schreibweise des Namens „Kykebusch“ und 1652 „Kickepusch“. Der Ortsname beschreibt vermutlich die Lage des Dorfes an einem Laubwald. Rudolf Lehmann beschreibt den Ort als „breite Gasse“.
Das aus zwei Anteilen bestehende Gut gehörte im 15. Jahrhundert den Herren von Zabeltitz. Der erste Gutsanteil wurde 1576 an die Familie von Mandelsloh verkauft, die folgende Zeit war von einer Vielzahl an Besitzerwechseln geprägt. Zu den Besitzern der beiden Güter zählten im Laufe der Zeit unter anderem die Familien von Muschwitz, von Loeben, von Sehlstrang, von Muschen und von Minckwitz. Im Jahr 1696 gelangten beide Gutsanteile durch Versteigerung an den Grafen von Pückler, in deren Familienbesitz das Gut Kiekebusch fortan verblieb. Kirchlich gehörte Kiekebusch immer zu Madlow.
Kiekebusch gehörte historisch zur Herrschaft Cottbus und war somit Teil einer markbrandenburgischen Exklave, die zunächst vom Markgraftum Niederlausitz und später vom Kurfürstentum Sachsen umgeben war. Ab 1701 gehörte die gesamte Mark Brandenburg, und somit auch Kiekebusch, zum Königreich Preußen. Im Jahr 1717 wurde die allgemeine Schulpflicht eingeführt. Nach dem Vierten Koalitionskrieg und dem in dessen Folge geschlossenen Tilsiter Frieden wechselte Kiekebusch zum 1807 neu entstandenen Königreich Sachsen. Laut Friedrich Wilhelm August Bratring setzte sich die Einwohnerschaft im Jahr 1809 aus sechs Ganzbauern, 17 Halbbauern, drei Büdnern und einem Schmied zusammen; insgesamt lebten im Dorf 192 Einwohner in 32 Feuerstellen (=Wohnhäusern).
Nach der auf dem Wiener Kongress beschlossenen Teilung Sachsens wurde Kiekebusch nach acht Jahren wieder preußisch; bei der Gebietsreform von 1816 wurde der Ort dem Kreis Cottbus in der Provinz Brandenburg zugeordnet. Nach dem Brand der Dorfschule im Jahr 1820 wurden die Kinder des Dorfes von dem Lehrer Matthes Twarz in dessen Wohnzimmer unterrichtet. Nach den Agrarreformen 1830 endete die Leibeigenschaft der Bewohner Kiekebuschs zum Fürsten von Pückler, allerdings mussten die Bauern dadurch eigenständig Straße und Wege instand halten und die Spreeufer befestigen. Im Jahr 1835 kaufte die Gemeinde Kiekebusch ein Hirtenhaus des Gutes Branitz für 14 Taler, das Herrenhaus des Gutes wurde daraufhin als Schulgebäude genutzt. Bei der Volkszählung vom 1. Dezember 1871 hatte Kiekebusch 291 Einwohner in 54 Familien; von den Einwohnern waren 136 Männer und 155 Frauen, 72 Einwohner waren jünger als zehn Jahre und alle Einwohner waren evangelisch-lutherischer Konfession.

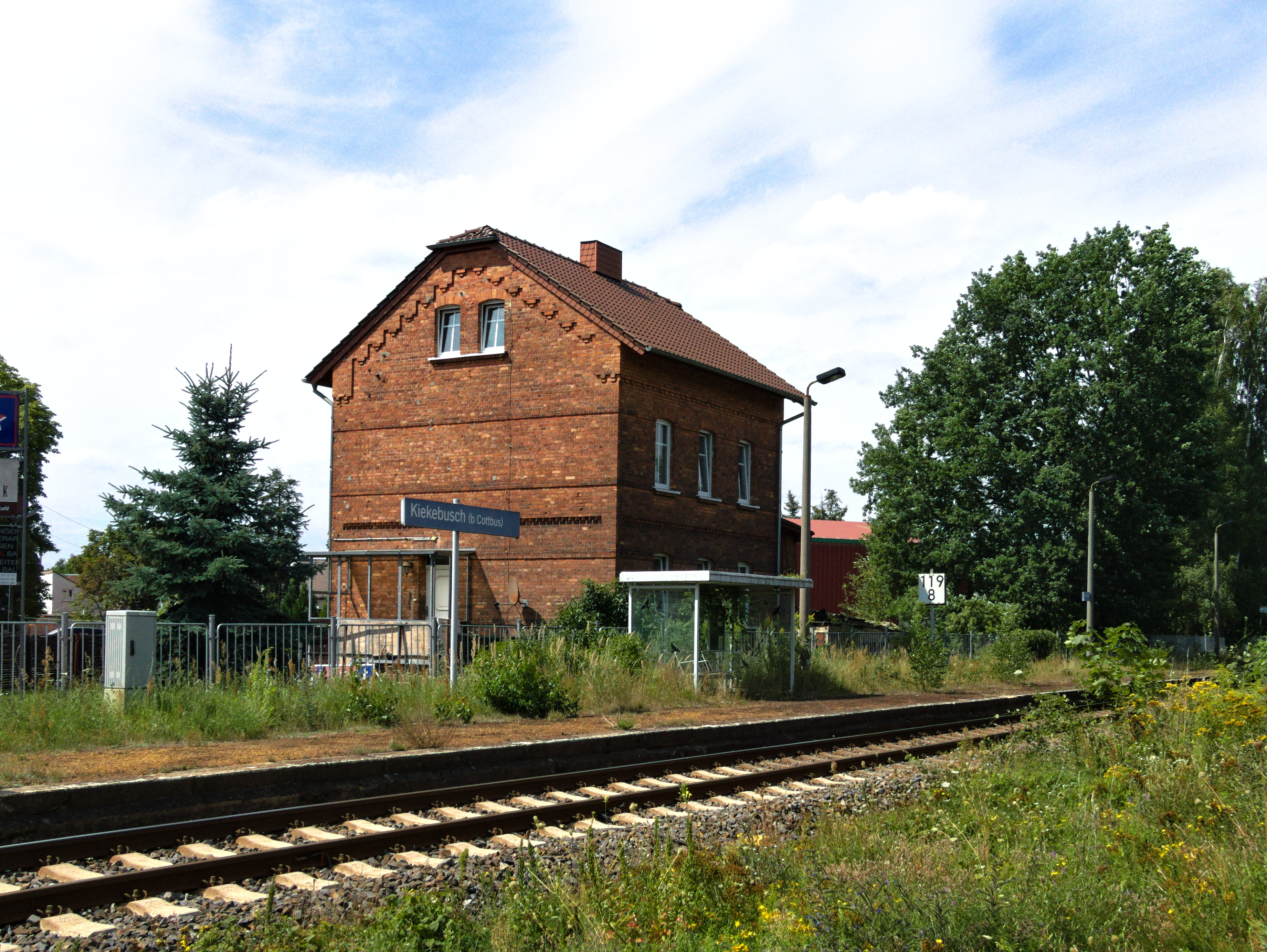
Ehemaliger Haltepunkt Kiekebusch, wurde 2006 eingestellt

Im Jahr 1866 begannen in Kiekebusch die Bauarbeiten für die Bahnstrecke Berlin–Görlitz, die am 31. Dezember 1867 eröffnet wurde. Am 15. Oktober 1908 wurde bei Kilometer 119,86 der Bahnstrecke Berlin–Görlitz der Haltepunkt Kiekebusch eröffnet. Zwischen 1896 und 1898 wurde Kiekebusch dreimal in Folge bei einem Spreehochwasser überschwemmt. 1901 wurde Kiekebusch erneut überflutet und die Gebäude im Ort stark beschädigt. Im Jahr 1910 wurden die Straßen in Kiekebusch benannt; drei Jahre später wurde mit dem Bau einer Straße nach Kahren begonnen. Des Weiteren wurde eine Holzbrücke errichtet, die Kiekebusch mit Madlow verband. In den Jahren 1926, 1927 und 1930 war der Ort erneut von schweren Hochwassern betroffen, bei letzterem wurde die vorher genannte Brücke auf einem Teilstück von 15 Meter mitgerissen.
Während des Zweiten Weltkrieges wurde Kiekebusch am 15. Februar 1945 beim Bombenangriff auf Cottbus von B-17-Bombern der United States Army Air Forces bombardiert. Dabei wurden mehrere Gebäude zerstört und drei Menschen starben. Nach Kriegsende gehörte Kiekebusch zur Sowjetischen Besatzungszone, das Land wurde auf Neubauern verteilt. In der DDR wurde die Gemeinde im Rahmen einer Gebietsreform im Juli 1952 dem Kreis Cottbus-Land im Bezirk Cottbus zugeordnet. Ab 1957 schlossen sich die Bauern des Ortes in einer Landwirtschaftliche Produktionsgenossenschaft (LPG) zusammen. Im folgenden Jahr war Kiekebusch erneut von einem Spreehochwasser betroffen. Nach einem Ratsbeschluss im Oktober 1974 war das Dorf Kiekebusch aufgrund des geplanten Braunkohletagebaus Cottbus-Süd zur teilweisen Devastierung vorgesehen, der Tagebau wurde jedoch nie geöffnet und das Bergbauschutzgebiet nach der Wiedervereinigung aufgehoben.
Nach der Wiedervereinigung lag die Gemeinde Kiekebusch im Landkreis Cottbus in Brandenburg, dort schloss sie sich im Juli 1992 mit siebzehn weiteren Gemeinden im Amt Neuhausen/Spree zusammen. Bei der Kreisreform in Brandenburg am 6. Dezember 1993 wurde Kiekebusch dem Landkreis Spree-Neiße zugeordnet, eine geplante Eingemeindung nach Cottbus wurde von der Kiekebuscher Gemeindevertretung abgelehnt. Am 26. Oktober 2003 wurde Kiekebusch zusammen mit Gallinchen und Groß Gaglow unter Protesten der Einwohner in die kreisfreie Stadt Cottbus eingemeindet. Der Betrieb des Haltepunktes Kiekebusch wurde mit dem Fahrplanwechsel am 9. Dezember 2006 eingestellt.

## Bevölkerungsentwicklung
| Jahr | Einwohner |
| ---- | --------- |
| 1875 | 279       |
| 1890 | 302       |
| 1910 | 486       |

| Jahr | Einwohner |
| ---- | --------- |
| 1925 | 534       |
| 1933 | 696       |
| 1939 | 925       |

| Jahr | Einwohner |
| ---- | --------- |
| 1946 | 781       |
| 1950 | 849       |
| 1964 | 777       |

| Jahr | Einwohner |
| ---- | --------- |
| 1971 | 747       |
| 1981 | 740       |
| 1985 | 719       |

| Jahr | Einwohner |
| ---- | --------- |
| 1989 | 0748      |
| 1995 | 0966      |
| 2000 | 1.293     |

Gebietsstand des jeweiligen Jahres
Laut der Statistik über die Sorben in der Lausitz ermittelte der Volkskundler Arnošt Muka im Jahr 1884 eine Einwohnerzahl von 316, von denen alle Sorben waren, er bezeichnete den Ort als „völlig sorbisches Dorf“. Der Sprachwechsel erfolgte im Wesentlichen in der ersten Hälfte des 20. Jahrhunderts, im Jahr 1956 hatten nur noch 1,1 Prozent der Einwohner von Kiekebusch Sorbischkenntnisse.

## Einrichtungen und Vereine

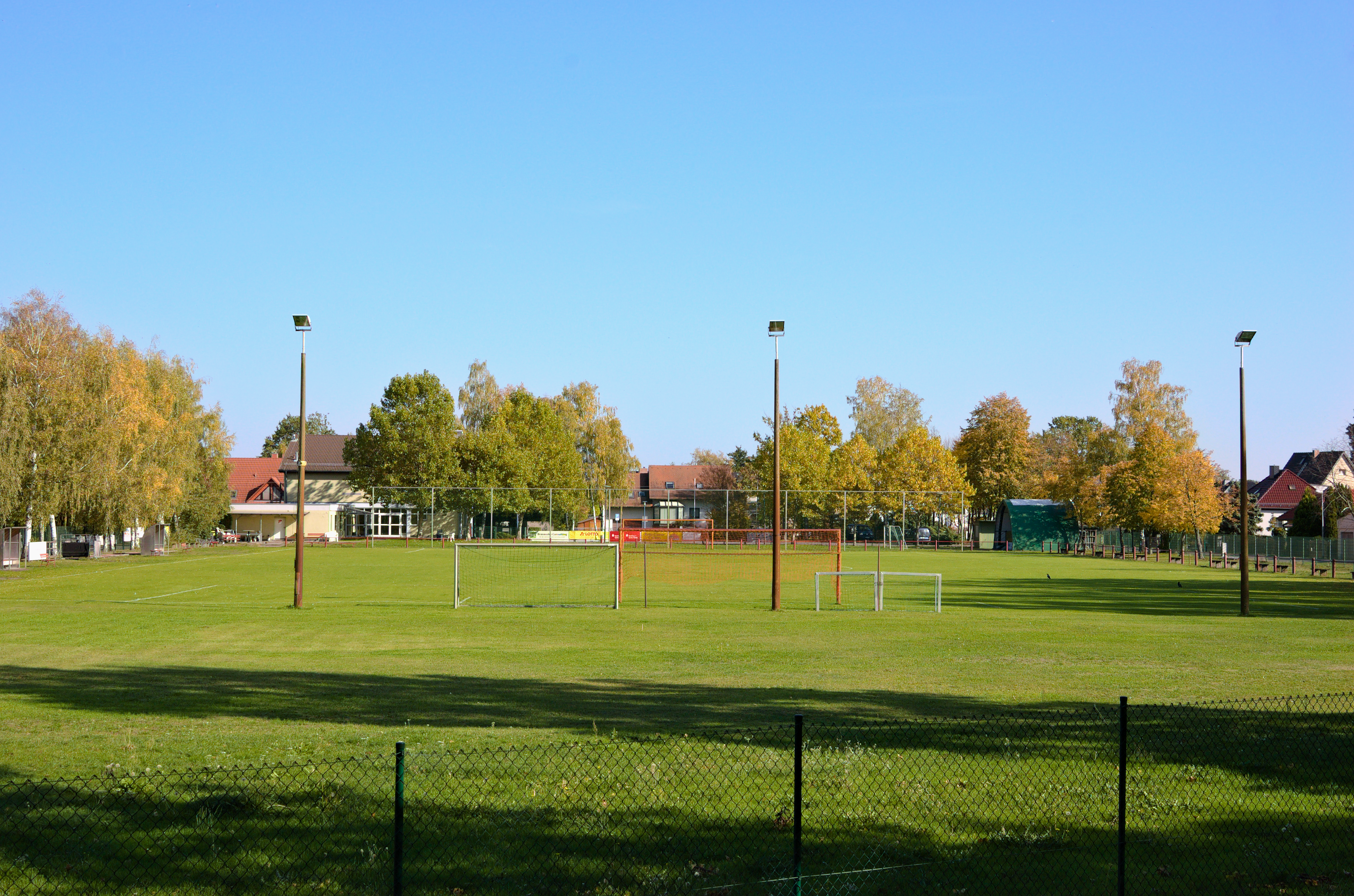
Sportplatz Kiekebusch in der Turnstraße

In Kiekebusch gibt es eine Freiwillige Feuerwehr, die im Jahr 1934 gegründet wurde. Sie hat (Stand 2022) 44 Mitglieder und eine Jugendfeuerwehr. 2004 gründete sich ein Bürgerverein.
Örtlicher Sportverein ist der SV Kiekebusch, dessen erste Herrenmannschaft in der Kreisoberliga Niederlausitz spielt.

## Persönlichkeiten
- Horst Bullan (1926–2016), Historiker und Verleger, in Kiekebusch geboren
- Toralf Konetzke (* 1972), Fußballspieler, wuchs in Kiekebusch auf
- Lars Schieske (* 1977), Politiker (AfD), Mitglied des Bundestags, lebt in Kiekebusch